# Parepactophanes dubia
Parepactophanes dubia är en kräftdjursart som beskrevs av Noodt 1958. Parepactophanes dubia ingår i släktet Parepactophanes och familjen Cletodidae. Inga underarter finns listade i Catalogue of Life.